# Casa de Dănești
Os Dănești foram uma das duas principais linhas rivais de voivodas na Valáquia da dinastia Bassarabe, sendo a outra os Drăculești. Eles eram descendentes de Dan I da Valáquia.

## Membros
- Dan I da Valáquia;[3]
- Dan II da Valáquia;[3]
- Vladislav II da Valáquia;[3]
- Dan III da Valáquia;[3]
- Basarab II da Valáquia;[3]
- Basarab III da Valáquia;[3]
- Basarab IV da Valáquia;[3]
- Vladislav III da Valáquia;[3]
- Moisés da Valáquia.[3]